# Решульский, Сергей Николаевич
Серге́й Никола́евич Решу́льский (род. 21 сентября 1951, Хасавюрт, Дагестанская АССР, РСФСР, СССР) — российский политический деятель. Депутат Государственной Думы первого (1993—1995) второго (1995—1999), третьего (1999—2003), четвертого (2003—2007), пятого (2007—2011), шестого (2011—2016) и седьмого созывов (2016—2017) от фракции КПРФ. Координатор фракции КПРФ в Государственной Думе. Член Комитета по делам Федерации и региональной политике (в первых пяти созывах), член Комитета по охране здоровья (в шестом созыве), координатор фракции КПРФ (2—4 созыв), 1-й заместитель руководителя фракции КПРФ в пятом и шестом созывах Государственной Думы. Секретарь Центрального комитета КПРФ в 1997—2017 гг., член Президиума ЦК КПРФ в 2000—2021 гг.

## Биография
В 1974 окончил Дагестанский политехнический институт. В 1975—1984 гг. — инженер, начальник бюро, заместитель начальника, начальник цеха завода «Дагдизель» (г. Каспийск). В 1984—1990 гг. — первый секретарь Каспийского, затем Махачкалинского горкома КПСС. В 1990—1991 гг. — второй секретарь Дагестанского обкома КПСС. Избирался народным депутатом Верховного Совета Дагестанской АССР.
В 1990—1993 гг. — народный депутат РСФСР, член Совета Республики Верховного Совета РСФСР, член фракции «Коммунисты России», член комитета Верховного Совета по промышленности и энергетике. Избран был по Кизлярскому территориальному округу № 812. Набрал 82,3 % голосов.
Согласно протоколу заседания палат Верховного Совета РСФСР 12 декабря 1991 г. Решульский проголосовал за ратификацию беловежского соглашения о прекращении существования СССР. Сам Решульский отрицает, что голосовал за ратификацию соглашения так как в знак протеста вышел из зала.
12 декабря 1993 г. был избран депутатом Государственной Думы первого созыва.
17 декабря 1995 г. был избран депутатом Государственной Думы второго созыва, был председателем подкомитета по организации государственной службы Комитета по делам Федерации и региональной политике. С 6 мая 1996 г. — член Совета по вопросам государственной службы при Президенте РФ.
В 1996 г. был доверенным лицом Г. Зюганова в кампании по выборам Президента России в Московской области.
19 декабря 1999 г. был избран депутатом Государственной Думы третьего созыва. Координатор фракции КПРФ. Член Комитета ГД по делам Федерации и региональной политике.
Член ЦК КПРФ с 1993 г., избирался первым секретарем Дагестанского республиканского комитета КПРФ. С 3 марта 1997 по 27 мая 2017 секретарь ЦК КПРФ, с 3 декабря 2000 года по 21 апреля 2021 года член Президиума Центрального комитета КПРФ.
18 сентября 2016 года избран депутатом Государственной думы Российской Федерации седьмого созыва по партийному списку от КПРФ (№ 8 в общефедеральной части списка). Сложил депутатские полномочия 23 июня 2017 года.
Имеет государственные награды. Женат. Имеет двоих детей.
Является одним из авторов «закона о цензуре в Интернете».

## Награды
- Медаль «За трудовую доблесть»[10]
- Медаль «В память 850-летия Москвы»[10]
- Медаль Столыпина П. А. II степени (17 июля 2017 года) — за заслуги в законотворческой деятельности, направленной на решение стратегических задач социально экономического развития страны[11]
- Почётная грамота Президента Российской Федерации (21 октября 2009 года) — за плодотворную законотворческую и общественную деятельность[12]
- Почётная грамота Правительства Российской Федерации (17 декабря 2014 года) — за заслуги в законотворческой деятельности и многолетний добросовестный труд[13]
- Благодарность Правительства Российской Федерации (14 ноября 2011 года) — за многолетнюю плодотворную законотворческую деятельность[14]
- Звание «Народный герой Дагестана»[15]